# Reserve (Nouveau-Mexique)
Pour les articles homonymes, voir Reserve.
Le village  de Reserve est le siège du comté de Catron, dans l’État du Nouveau-Mexique, aux États-Unis. Sa population s’élevait à 289 habitants lors du recensement de 2010, estimée à 281 habitants en 2017.

## Démographie
| Groupe            | Reserve | Nouveau-Mexique | États-Unis |
| ----------------- | ------- | --------------- | ---------- |
| Blancs            | 87,5    | 68,4            | 72,4       |
| Autres            | 8,3     | 15,1            | 6,4        |
| Métis             | 2,8     | 3,8             | 2,9        |
| Amérindiens       | 0,7     | 9,4             | 0,9        |
| Asiatiques        | 0,4     | 1,4             | 4,8        |
| Afro-Américains   | 0,4     | 2,1             | 12,6       |
| Total             | 100     | 100             | 100        |
|                   |         |                 |            |
| Latino-Américains | 40,5    | 46,3            | 16,7       |

Selon l’American Community Survey, pour la période 2011-2015, 59,29 % de la population âgée de plus de 5 ans déclare parler l'anglais à la maison, 40,52 % l'espagnol et 0,19 % une autre langue.

## Galerie photographique

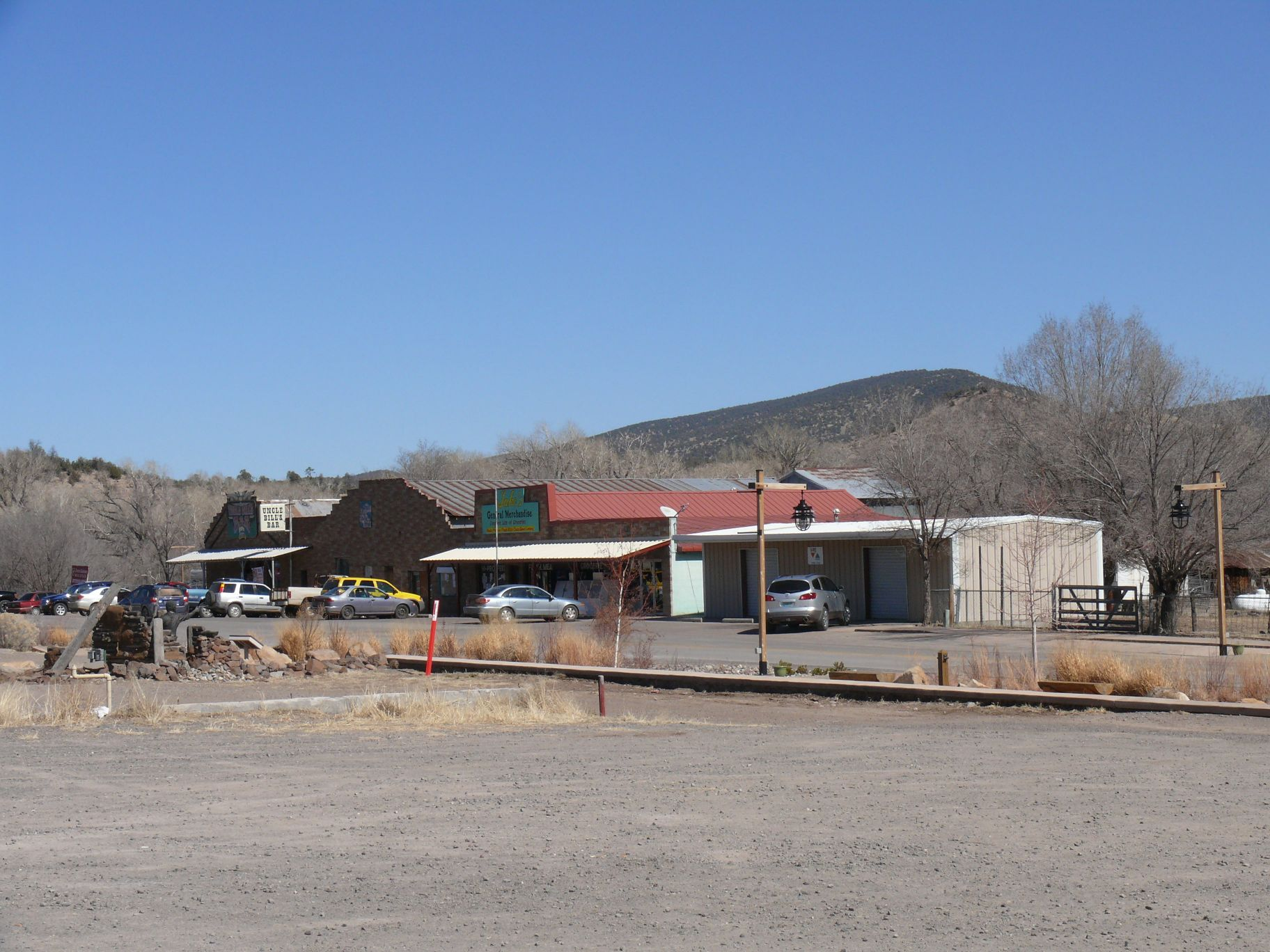
Centre-ville
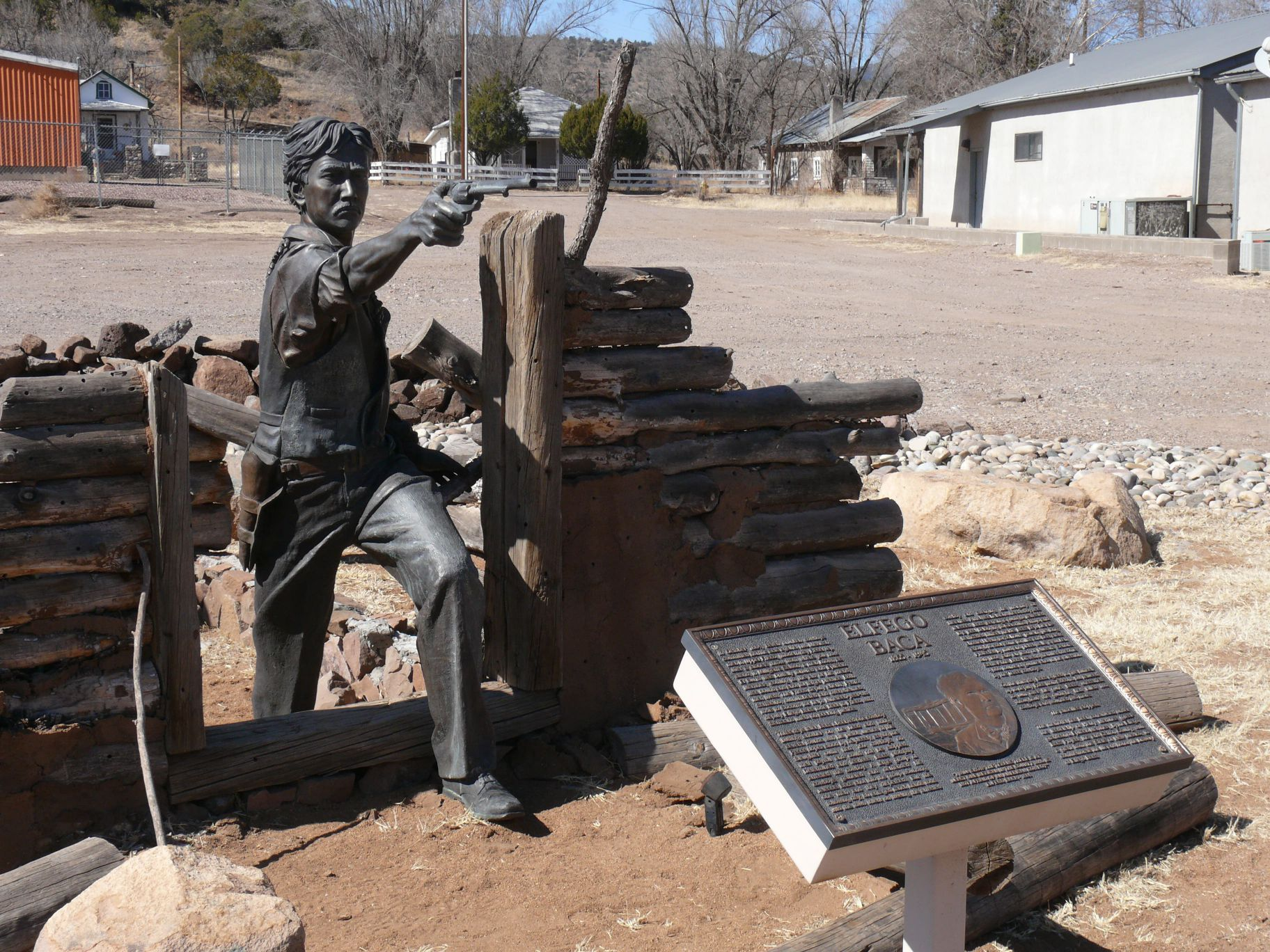
Monument en hommage à Elfego Baca (en)
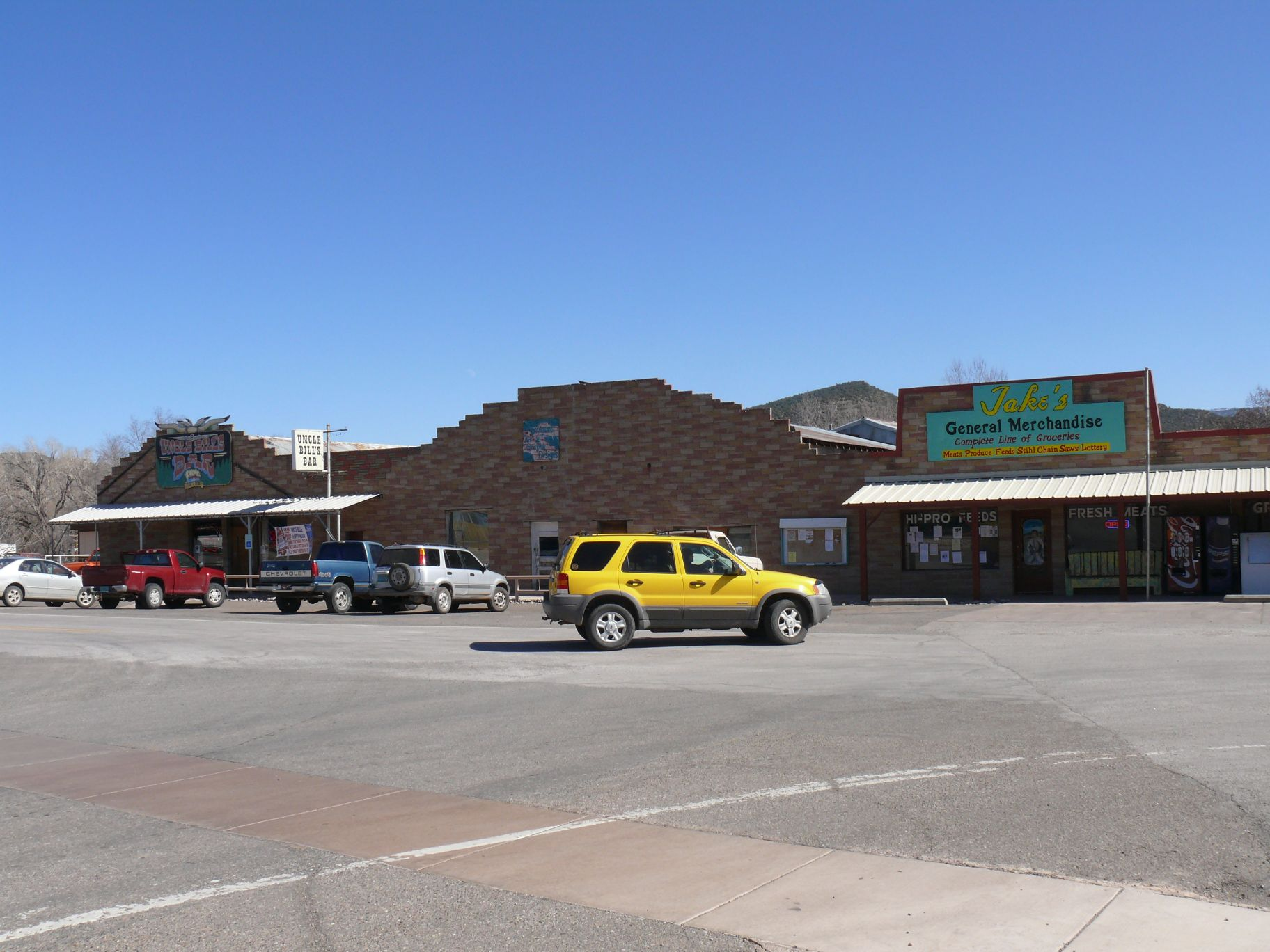
Centre-ville
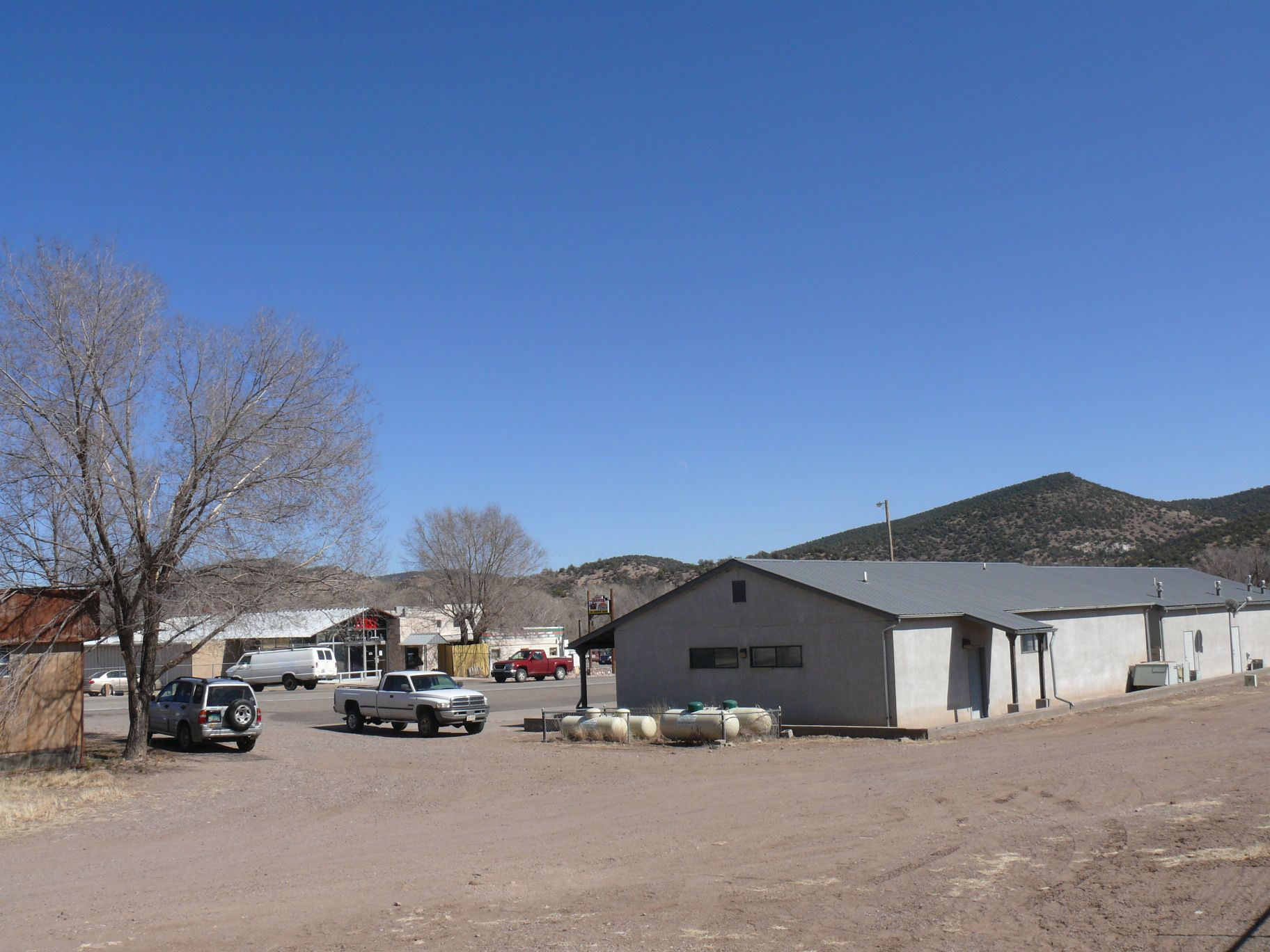
Centre-ville

## Source
- (en) Cet article est partiellement ou en totalité issu de l’article de Wikipédia en anglais intitulé « Reserve, New Mexico » (voir la liste des auteurs).

1. ↑  (en) « Population of Reserve, NM - Census 2010 and 2000 », sur censusviewer.com.
2. ↑  (en) « Population of New Mexico - Census 2010 and 2000 », sur censusviewer.com.
3. ↑  (en) « American FactFinder - Results », sur factfinder.census.gov.